# 舌鼓

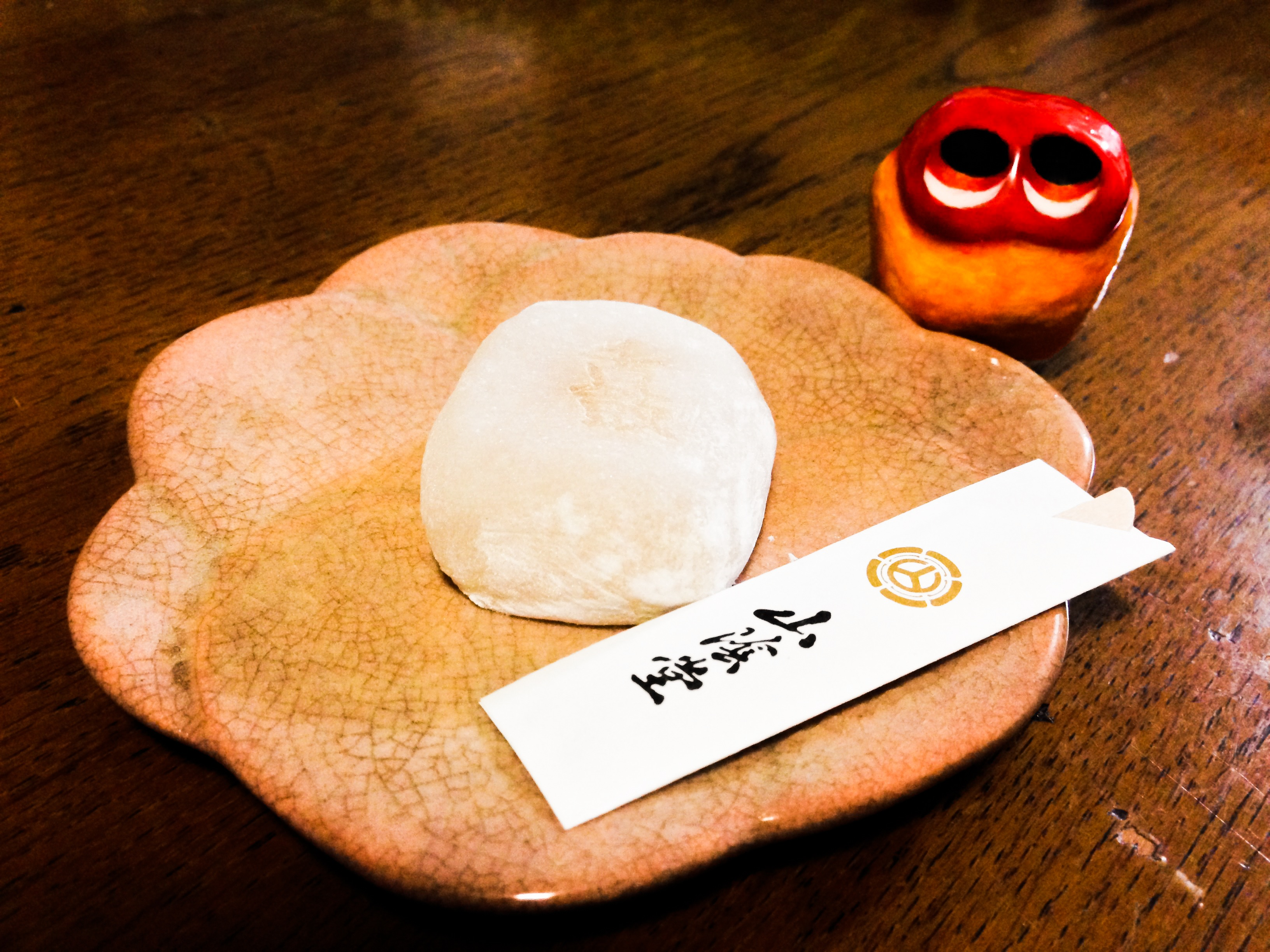
舌鼓

名菓舌鼓（めいかしたつづみ）は山口県山口市の山陰堂で作られている菓子（和菓子）である。ういろうと共に、山口市を代表する土産菓子である。

## 概要
柔らかな求肥で白あんを包んだ菓子である。1883年（明治16年）、和菓子屋を開いた竹原弥太郎の妻マツが茶道をたしなんでおり、茶に合う菓子として生み出した。竹原弥太郎は津和野藩の食客として代々暮らしてきたと伝えられる。
その後、山口市出身で総理大臣となった寺内正毅が舌鼓を気に入り、「これほどおいしいものならば『名菓』の二文字を加えるべきだ」と述べて以来、名菓の文字を添えている。この名菓の文字は、総理大臣に言われたため、しぶしぶ付けたようである。4代目が山口駅で売り始めたことで、山口名菓として知られるようになった。